# Abu Sáma
Abu Sáma („az anyajegyes”, arab betűkkel أبو شامة, tudományos átiratban Abū Šāma), eredeti nevén Siháb ad-Dín Abu l-Kászim Abd ar-Rahmán ibn Iszmáíl al-Makdiszi (arab betűkkel شهاب الدين أبو القاسم عبد الرحمن بن إساعيل المقسي –  Šihāb ad-Dīn Abū l-Qāsim ʿAbd ar-Raḥmān ibn Ismāʿīl al-Maqdisī; Damaszkusz, 1203. január 10. – Damaszkusz, 1268. június 13.) középkori arab történetíró volt.

## Élete
Damaszkuszban született szunnita családban. Szülővárosát csak négy alkalommal hagyta el: egy évig Egyiptomban tanult, két hetet Jeruzsálemben töltött, illetve két ízben végezte el a mekkai zarándoklatot. 1263-ban városának két vallási iskolájában (medresze), az Asrafijjában és a Ruknijjában lett oktató.

## Munkássága
Bár több területen alkotott, műveinek többsége nem maradt fenn. Ma elsősorban két történeti művéről ismert. „A két kert könyve – a két dinasztia történetéről” (Kitáb ar-raudatajn fi ahbár ad-daulatajn) Núr ad-Dín és Szaladin egyiptomi szultán történetét dolgozza fel időrendi sorrendben, első kézből származó források és csak általa megőrzött egykorú dokumentumok alapján, amiket általában változtatás nélkül idéz. Információit jórészt a Szaladint szolgáló al-Kádi al-Fádil és Imád ad-Dín al-Iszfaháni műveiből, illetve Ibn Abi Tajjnak a szintén csak általa megőrzött részleteiből ismert Szaladin-életrajzából szerezte. Ennek folytatását is megírta (Dzajl ala l-Raudatajn), részben Szibt Ibn al-Dzsauzi munkája („Az idő tükre”), részben saját tapasztalatai alapján, de ez a könyv inkább életrajzi, mint történelmi jellegű. Nevéhez fűződik Ibn Aszákir hatalmas életrajzgyűjteményének, a „Damaszkusz története” (Táríh Dimask) azonos címmel két változatban is elkészített kivonata. Néhány verskommentárja is fennmaradt.

## Jegyzet
1. ↑  arab Wikipédia. arab Wikipédia